# Związek Wyzwolenia Wilna
Związek Wyzwolenia Wilna (lit. Vilniui vaduoti sąjunga) – organizacja społeczno-polityczna powstała w 1925 na Litwie stawiająca sobie za cel odzyskanie tzw. Litwy Wschodniej, według władz litewskich okupowanej przez Polskę. 

## Życiorys
Korzenie organizacji sięgają 1922, gdy władze Litwy Środkowej wydaliły z Wilna 33 intelektualistów litewskich, którzy mieli zagrażać lokalnemu porządkowi politycznemu. Wśród wygnańców znaleźli się bracia Mykolas i Viktoras Biržiška oraz ks. Mečislovas Reinys. Z inspiracji powracającego z USA ks. Fabijonasa Kemiešisa założyli oni Związek Wilnian, który stawiał sobie za cel popularyzację prawdy o tzw. polskiej okupacji Litwy Wschodniej, a w konsekwencji doprowadzenie do realizacji umowy radziecko-litewskiej z lipca 1920 o włączeniu do Litwy Grodzieńszczyzny, Suwalszczyzny i Wileńszczyzny. 
Bezpośrednim impulsem do powstania Związku stało się podpisanie w lutym 1925 przez władze RP konkordatu, który sankcjonował przynależność Ziemi Wileńskiej do Polski. 4 kwietnia 1925 kowieński sąd okręgowy dokonał rejestracji Związku. 
Pierwszym sprawdzianem działania nowej organizacji była przypadająca na 9 października 1925 piąta rocznica zajęcia Wilna przez wojska Żeligowskiego. Związkowi udało się podjąć działalność propagandową polegającą na organizacji odczytów, wydawaniu broszur i ulotek, agitacji wśród młodzieży i studentów – miało to służyć podtrzymaniu mitu wileńskiego, który stał u podstaw konsolidacji narodowej Litwinów u progu dwudziestolecia. 
Organizacja została rozwiązana decyzją prezydenta Smetony 25 listopada 1938. 
Organem prasowym Związku był miesięcznik "Mūsų Vilnius" ("Nasze Wilno").